# Спочатку (фільм)
«Спочатку» (фр. À l'origine) — французький драматичний фільм, поставлений у 2009 році режисером Ксав'є Джаннолі. Прем'єра фільму відбулася 21 травня 2009 року у Каннах, де він змагався за «Золоту пальмову гілку» в основному конкурсі 62-го Каннського кінофестивалю. У 2010 року стрічку було номіновано в 11-ти категоріях на отримання кінопремії «Сезар», в одній з яких він отримав перемогу .

## Сюжет
Дрібний злодій Поль (Франсуа Клюзе), що вийшов з в'язниці, живе з того, що їздить з міста у місто, підробляє документи, орендує за ними будівельний інвентар і перепродає його. В одному з містечок йому випадає нагода провернути більшу, ніж до цього, угоду. Деякий час тому у цьому містечку планувалося будівництво шосе, але проект було заморожено.
У містечку панує безробіття, і поява Поля сприймається усіма як початок нового життя, адже він обіцяє почати будівництво наново. Фірма з оренди будівельного устаткування пропонує Полю хабар, щоб він скористався саме її послугами, і він вже майже готовий вшитися з цими грошима, але щось не відпускає його. Причин тому багато: це і молода вродлива жінка, що обдарувала його увагою, і місцеві діточки, що презентували малюнок з написом «спасибі, патрон», і жадання нового життя… Сам того не бажаючи, Поль дедалі більше угрузає у будівництві, яке дійсно починається.

## В ролях
| Франсуа Клюзе       | ···· | Філіп Мілле / Поль |
| Еммануель Дево      | ···· | Стефані            |
| Жерар Депардьє      | ···· | Абель              |
| Стефані Соколінськи | ···· | Моніка             |
| Венсан Ротьє        | ···· | Ніколя             |
| Бріс Фурньє         | ···· | Луїс               |
| Стефан Войтович     | ···· | Марті              |
| Патрік Декамп       | ···· | Боллар             |
| Стефан Жобер        | ···· | Патрік             |
| Ерік Ерсон-Макарель | ···· | Барраш             |
| Наталі Бутефо       | ···· | Марі               |
| Корінна Масьєро     | ···· | Корінна            |
| Т'єррі Годар        | ···· | Мішель             |

## Визнання

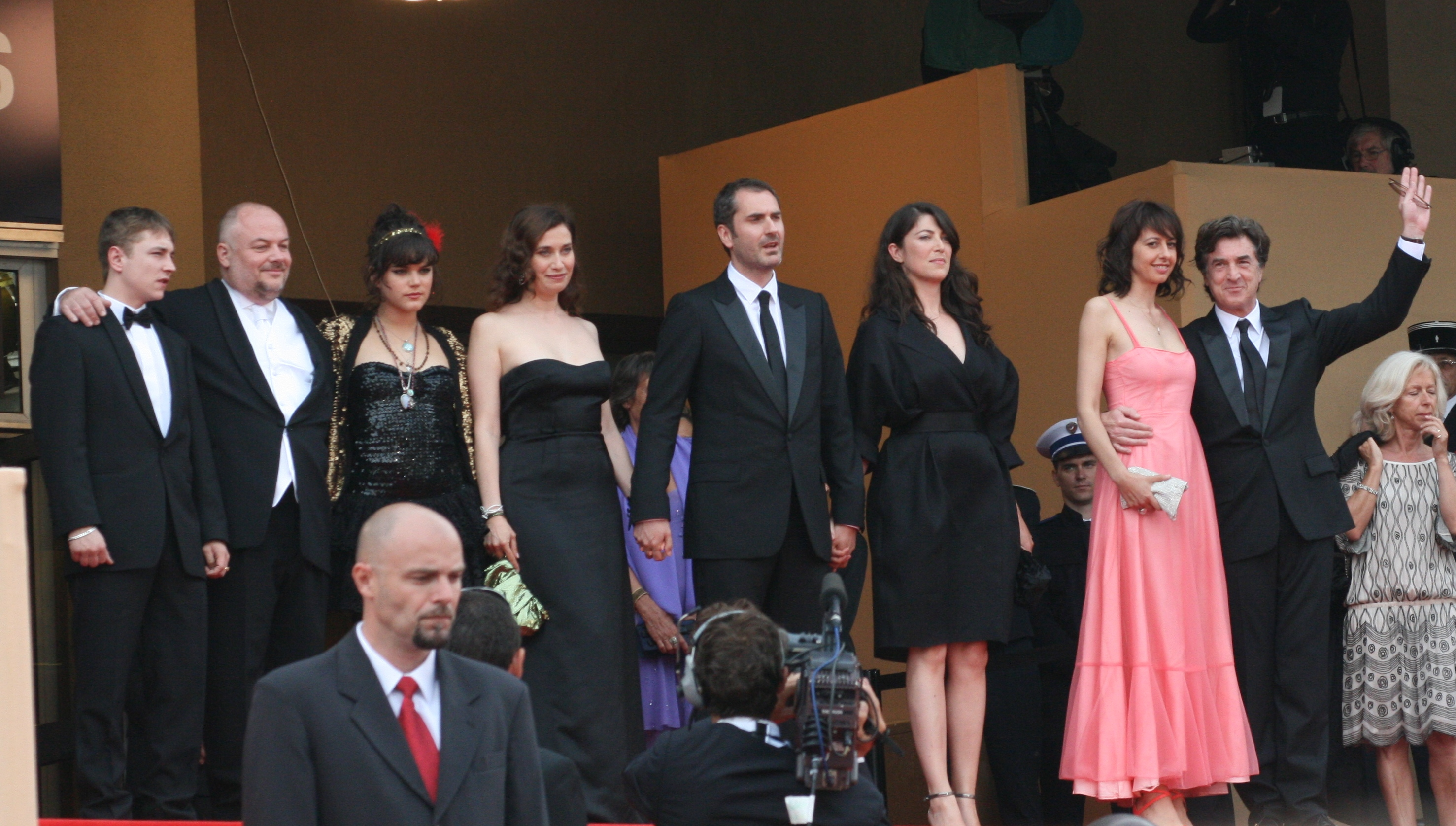
Знімальна група на презентації фільму у Каннах, 2009 рік

| Нагороди та номінації фільму «Спочатку» | Нагороди та номінації фільму «Спочатку» | Нагороди та номінації фільму «Спочатку» | Нагороди та номінації фільму «Спочатку» | Нагороди та номінації фільму «Спочатку» | Нагороди та номінації фільму «Спочатку» |
| Рік                                     | Нагорода                                | Категорія                               | Номінант                                | Результат                               |                                         |
| --------------------------------------- | --------------------------------------- | --------------------------------------- | --------------------------------------- | --------------------------------------- | --------------------------------------- |
| 2009                                    | Каннський кінофестиваль                 | Золота пальмова гілка                   | Спочатку                                | Номінація                               |                                         |
| 2010                                    | Премія «Люм'єр» (15-та церемонія)       | Найкращий фільм                         | Спочатку                                | Номінація                               |                                         |
| 2010                                    | Премія «Люм'єр» (15-та церемонія)       | Найкращий режисер                       | Ксав'є Джаннолі                         | Номінація                               |                                         |
| 2010                                    | Премія «Люм'єр» (15-та церемонія)       | Найкращий актор                         | Франсуа Клюзе                           | Номінація                               |                                         |
| 2010                                    | Премія «Люм'єр» (15-та церемонія)       | Найкращий кінооператор                  | Глінн Спекарт                           | Перемога                                |                                         |
| 2010                                    | Премія «Сезар» (35-та церемонія)        | Найкращий фільм                         | Спочатку                                | Номінація                               |                                         |
| 2010                                    | Премія «Сезар» (35-та церемонія)        | Найкраща режисерська робота             | Ксав'є Джаннолі                         | Номінація                               |                                         |
| 2010                                    | Премія «Сезар» (35-та церемонія)        | Найкращий актор                         | Франсуа Клюзе                           | Номінація                               |                                         |
| 2010                                    | Премія «Сезар» (35-та церемонія)        | Найкраща акторка другого плану          | Еммануель Дево                          | Перемога                                |                                         |
| 2010                                    | Премія «Сезар» (35-та церемонія)        | Найперспективніша акторка               | Стефані Соколінськи                     | Номінація                               |                                         |
| 2010                                    | Премія «Сезар» (35-та церемонія)        | Найкращий сценарій                      | Ксав'є Джаннолі                         | Номінація                               |                                         |
| 2010                                    | Премія «Сезар» (35-та церемонія)        | Найкраща операторська робота            | Глінн Спекарт                           | Номінація                               |                                         |
| 2010                                    | Премія «Сезар» (35-та церемонія)        | Найкращі декорації                      | Франсуа-Рено Лабарт                     | Номінація                               |                                         |
| 2010                                    | Премія «Сезар» (35-та церемонія)        | Найкращий монтаж                        | Селія Лафітедюпон                       | Номінація                               |                                         |
| 2010                                    | Премія «Сезар» (35-та церемонія)        | Найкраща музика до фільму               | Кліфф Мартінес                          | Номінація                               |                                         |
| 2010                                    | Премія «Сезар» (35-та церемонія)        | Найкращий звук                          | Франсуа Мюз, Габріель Гафнер            | Номінація                               |                                         |
| 2010                                    | Кришталевий глобус                      | Найкращий фільм                         | Спочатку                                | Номінація                               |                                         |
| 2010                                    | Кришталевий глобус                      | Найкращий актор                         | Франсуа Клюзе                           | Номінація                               |                                         |
| 2010                                    | Золота зірка кіно                       | Найкращий актор                         | Франсуа Клюзе                           | Перемога                                |                                         |